# Byrding

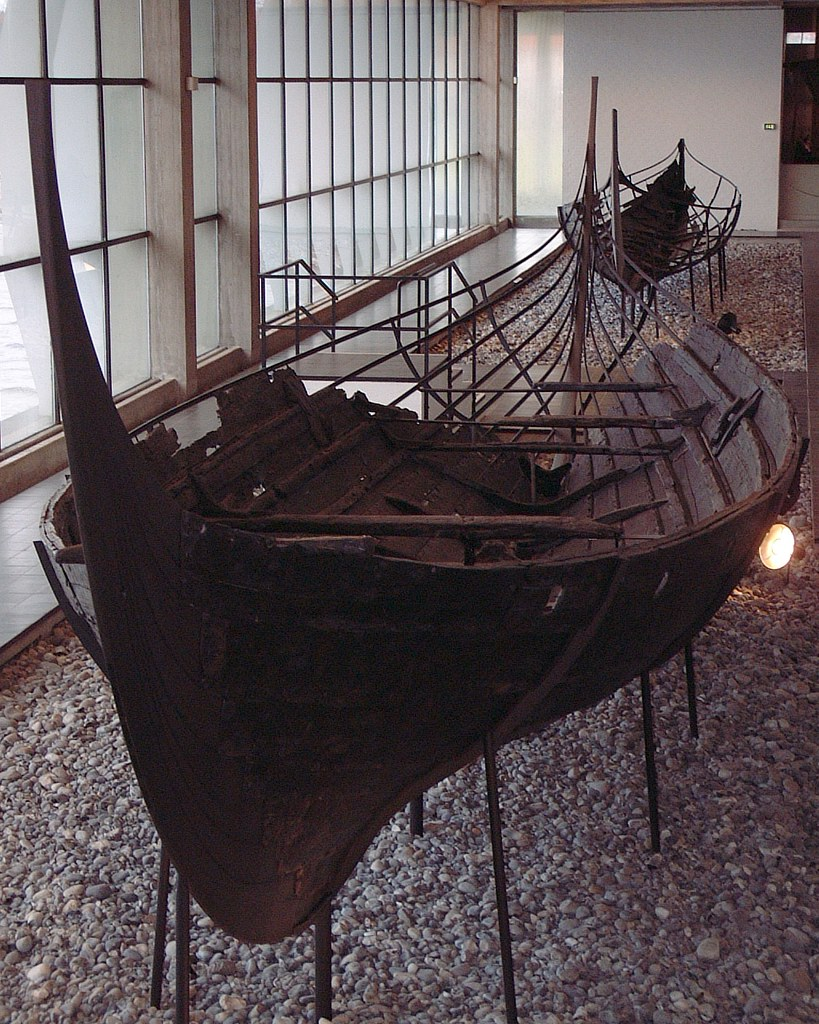
Pozostałości statku nr 3 ze stanowiska Skuldelev, prawdopodobnie typu byrding

Byrding – mały statek handlowy przeznaczony do żeglugi w pobliżu lądu, na wodach Bałtyku, używany przez wikingów w czasach ich świetności. Byrding mógł przewozić ładunek o wadze około 4,5 tony. Pokład statku był zabudowany na dziobie i rufie, znajdująca się pośrodku ładownia była otwarta.